# Daniel Jonsson Burén
Daniel Jonsson Burén, tidigare Borijn, född 20 september 1708 i Tjällmo församling, Östergötlands län, död 10 mars 1791 i Hällestads församling, Östergötlands län, var en svensk brukspatron.

## Historik
Daniel Burén föddes 1708 på Skönnarbo bruk i Tjällmo socken. Han var son till häradsdomaren Jon Danielsson i Hällestads tingslag och Brita Nilsdotter i Skönnarbo bruk. Burén arbetade som bruksbokhållare och blev 1750 bruksägare på Grytgöls bruk. Han var från 1771 till 1775 bruksägare på Bogetorp i Hällestads socken och slutligen på Sonstorps bruk i Hällestads socken. Burén avled 1791 på Sonstorp i Hällestads socken.

### Familj
Burén gifte sig första gången 23 oktober 1730 i Tjällmo socken med Anna Bornelia (1688–1734), dotter till kyrkoherden Magnus Bornelius i Godegårds församling och Elisabeth Bonivillius. Anna Bornelia var änka efter bruksbokhållaren Peter Toresson Ingelsberg vid Skönnarbo bruk.
Burén gifte sig andra gången med Hedvig Altin (1712–1754), dotter till brukspatronen Peter Altin på Grytgöls bruk och Maria Claesdotter. De fick tillsammans barnen godsägaren Johan Daniel Burén (1741–1780), brukspatronen Carl Daniel Burén (1744–1838) och brukspatronen Olof Burenstam (1752–1821).
Burén gifte sig tredje gången 16 februari 1756 med Catharina Margareta Adlerklo (1711–1770), dotter till löjtnanten Carl Magnus Adlerklo och Margareta Charlotta Rosenstråle. Catharina Margareta Adlerklo var änka efter kornetten Lars Hallberg vid Östgöta kavalleriregemente.
Burén gifte sig fjärde gången 14 mars 1771 i Hällerstads socken med Fredrika Elisabet Adlerhielm (1734–1775), dotter till majoren Lars Adlerhielm och Eva Christina Cronstedt. De fick tillsammans barnen Eva Kristina Burén (1772–1800) som var gift med brukspatronen Nils Henrik Tisell på Hättorps bruk och Brita Fredrika Burén (1773–1799) som var gift med bergsrådet Samuel Troilius i Nora.